# Neundorf bei Lobenstein
Neundorf bei Lobenstein là một đô thị thuộc huyện Saale-Orla, trong bang Thüringen, nước Đức. Đô thị Neundorf bei Lobenstein có diện tích 11,8 km².